# Diocèse de Blackburn
Pour les articles homonymes, voir Blackburn (homonymie).
Le diocèse de Blackburn est un diocèse anglican de la province d'York qui s'étend sur la majeure partie du Lancashire. Son siège est la cathédrale de Blackburn.
Il est créé en 1926 à partir du diocèse de Manchester.
Le diocèse se divise en deux archidiaconés, à Blackburn même et à Lancaster. Deux évêques suffragants d'ordre 2 en relèvent également : l'évêque de Burnley et l'évêque de Lancastre (en ligne directe).